# Mulassa de Sant Feliu de Pallerols
La mulassa de Sant Feliu de Pallerols forma part de la faràndula de la mateixa població. És una bèstia negra amb llargues faldilles que arriben a terra, amb un mosaic a la part més baixa. El seu cap és extensible, amb dues orelles llargues, un pèl caragolades i una llengua molt característica. La seva estructura interna és de fusta. Durant les seves aparicions, és portada per una persona de la faràndula.
Apareix durant el dissabte, diumenge i dilluns de la festa major (pasqua granada), la festa petita (1 d'agost), per la festivitat del Corpus Christi i per esdeveniment puntuals, d'acord amb el protocol i la comissió de manteniment de la faràndula. La mulassa té un ball propi, amb cobla (ball de la mulassa), que balla cada dia que surt al carrer menys el dissabte de la festa major. La seva funció principal és la de fer espai entre el públic, espantant a la gent, sobretot els més petits, tot allargant el seu cap, perquè el ball dels cavallets i gegants pugui transcórrer sense complicacions.
La llegenda explica que la mulassa, juntament amb els cavallets i els gegants, va foragitar els musulmans. En lloc d'estirar-se-li el cap, treia una espasa.